# Бальбуров, Африкан Андреевич
Африка́н Андре́евич Бальбу́ров (1919—1980) — бурятский советский писатель, публицист, собиратель фольклора, Народный писатель Бурятской АССР (1972 год), лауреат Государственной премии Бурятской АССР за 1974 год. Писал на русском языке.

## Биография
Родился 5 мая 1919 года в улусе Корсунгай, на территории современного Заларинского района Иркутской области.
После окончании школы в 1933 году приехал в Верхнеудинск, учился в ФЗУ, работал слесарем механического цеха паровозо-вагонного завода, фрезеровщиком, в 1935 году работал инструктором в ФЗУ, учился в вечерней школе.
В 1938 году окончил Бурятский пединститут. После института работал в промышленном отделе газеты «Бурят-Монгольская правда». В 1940 — 1941 годах возглавлял сектор литературы и фольклора Бурят-Монгольского государственного института языка, литературы и истории.
С детских и юношеских лет увлёкся литературным творчеством. Литературную деятельность начал в 1938 году. Член Союза писателей СССР с 1939 года. Его первым произведением стала книга «Новеллы» (1941). Во время Великой Отечественной войны служил в РККА (1941—1943). Член КПСС с 1942 года.
После демобилизации из армии Бальбуров вновь вернулся к любимому делу: работал собкором газеты «Правда», затем перешёл работать в журнал «Байгал» («Байкал»). В 1961 году становится главным редактором этого литературного издания (до 1974 года). Он ставит перед коллективом цель — вывести журнал на всесоюзный уровень.
Сергей Цырендоржиев, его соратник, вспоминает: «Бальбуров — человек неуёмной энергии и фантазии — сразу же поставил цель вывести журнал „Байкал“ на всесоюзный, а дальше на международный рынок. Журнал стал набирать популярность, и вскоре начал расходиться в тридцати с лишним странах дальнего зарубежья — от Америки до Австралии и Новой Зеландии».
В 1969 году А. Бальбуров публикует одно из самых значительных своих произведений — исторический роман «Поющие стрелы», о жизни бурят в предреволюционные годы.
Африкан Андреевич много ездил по Бурятии и бурятским автономным округам, по СССР и зарубежным странам — Афганистан, Таиланд и др. Результатом этих поездок становятся рассказы, очерки и новеллы, опубликованные в журнале «Байкал» и впоследствии вышедшие в свет отдельной книгой «По ближним и дальним широтам» (1974).
Благодаря творчеству А. А. Бальбурова, видного бурятского писателя и публициста, многие читатели в Бурятии и за её пределами узнали подробнее и шире о бурятском народе, его сыновьях и дочерях, их трудолюбии, таланте, подвигах и о культурных связях с народами других стран.
Скончался в Алма-Ате 17 января 1980 года. Похоронен в Улан-Удэ.

## Список произведений
- «Новеллы» (1941)
- «У нас в Зергетуе» (1959)
- «Мы живем за Байкалом» (1967)
- «Поющие стрелы» (1969)
- «Чау-Чау» (1972)
- «Белый Месяц» (1973)
- «О дружбе и счастье» (1973)
- «По ближним и дальним широтам» (1974)
- «Золотой корень» (1980)
- О сказителях бурятского эпоса: «Аполлон Тороев», «Сказитель Пёохон Петров», «Певцов благородное племя», «Земли аларской сыновья»

## Память
- Именем Африкана Бальбурова названа улица в Улан-Удэ.[3].